# Alberto Angelini
Alberto Angelini (Savona, 1974. szeptember 28. –) olimpiai bronzérmes (1996), világbajnoki ezüstérmes (2003) és Európa-bajnok (1995) visszavonul olasz vízilabdázó, 2013-tól a Rari Nantes Savona vezetőedzője.